# Probole alienaria
Probole alienaria là một loài bướm đêm trong họ Geometridae.